# Basilica di San Giovanni Battista (Melegnano)
La basilica di San Giovanni Battista è una chiesa parrocchiale cattolica posta nel centro storico della città italiana di Melegnano, nell'arcidiocesi di Milano.

## Storia
La chiesa di San Giovanni è di antica origine: secondo la tradizione cattolica, si tratterebbe di una delle cento chiese costruite da San Giulio d'Orta intorno all'anno 390.
Anticamente la chiesa era intitolata ai santi Cosma e Damiano. Nell'VIII secolo venne ampliata e dedicata a Giovanni Battista, mentre i due martiri vennero ricordati da una cappella interna.
Nel 1442 la chiesa venne separata dalla pieve di San Giuliano Milanese elevandola a prepositurale con un provvedimento straordinario e atipico, senza eguali in tutta la diocesi, che la pose alle dipendenze dirette dell’arcivescovo. Nel 1451, papa Martino V, constatando lo stato di degrado in cui versava l'edificio, acconsentì a ricostruirla concedendo indulgenze a chi contribuisse a finanziare i lavori. Nel 1442 venne elevata da una bolla del cardinal Landriani a prepositura e collegiata. I lavori di ricostruzione si conclusero nei primi anni del Cinquecento.
Nel 1618 si iniziarono nuovi lavori, che trasformarono l'interno in stile barocco; nell'ambito di tali lavori la volta a crociera posta sopra il presbiterio venne sostituita da una cupola emisferica sostenuta da nuovi pilastri cruciformi.
La facciata fu restaurata nel 1913 dall'architetto Gussalli: venne rimosso l'intonaco che la ricopriva e furono chiuse le due porte laterali, sostituite da due grandi monofore ad arco acuto.
Nel 1992 la chiesa venne insignita del titolo di basilica minore.

## Caratteristiche

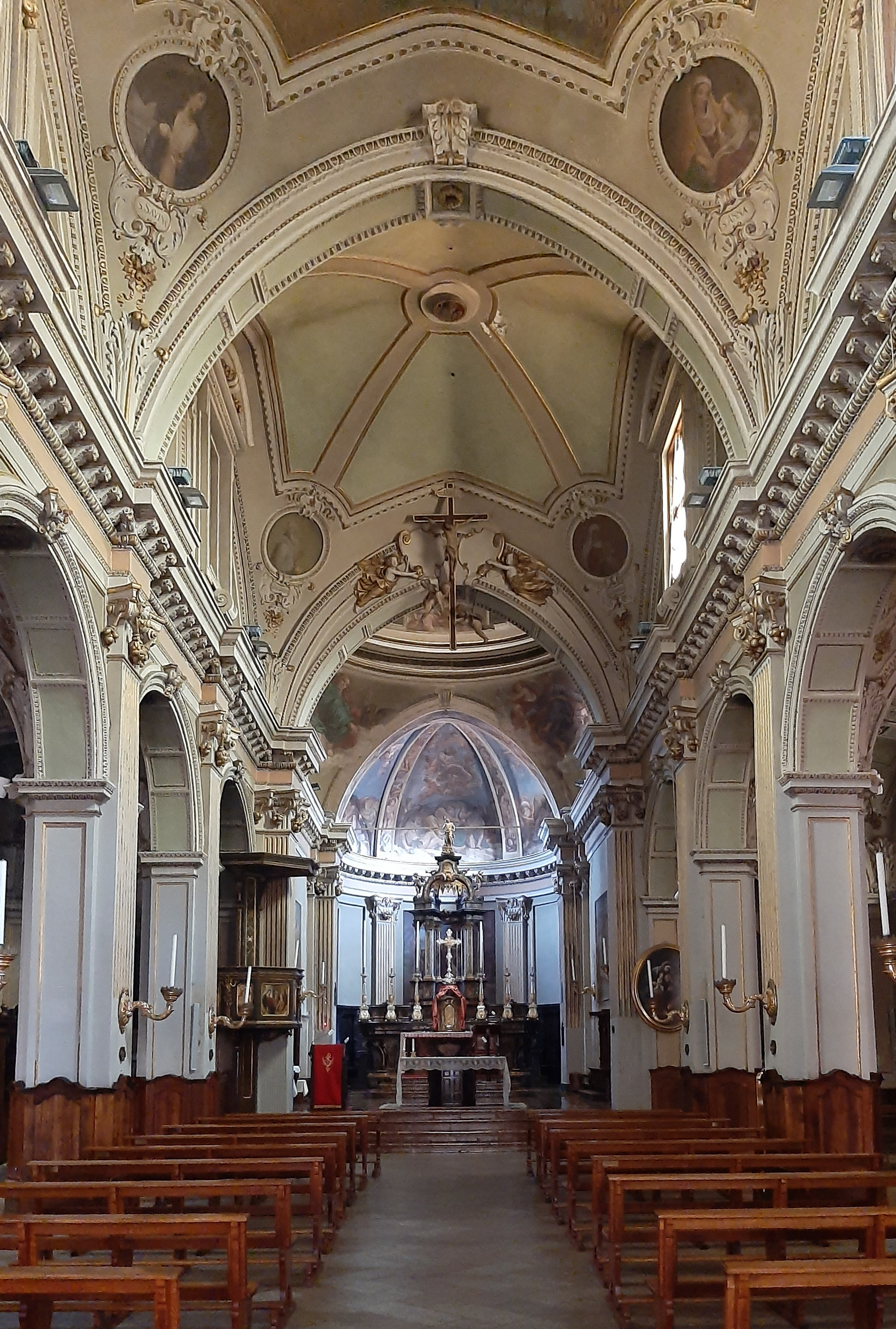
L'interno

La basilica si trova nel centro della città di Melegnano, di fronte al municipio e a breve distanza dal castello, con facciata rivolta ad ovest ed abside ad est.
La facciata, a salienti corrispondenti alle navate interne, è in mattoni a vista, con le aperture (portale, monofore e rosone) incorniciate da campiture intonacate. Sul lato sinistro, a fianco dell'abside, si erge il campanile, alto circa 30 m.
L'interno è diviso in tre navate, con quella centrale di larghezza doppia rispetto a quelle laterali, divise da pilastri di ordine ionico. Nella navata destra si aprono due cappelle: la prima, immediatamente a destra dell'ingresso, era in passato dedicata all'Immacolata Concezione ed è oggi usata come battistero; la seconda, posta a metà navata, è dedicata ai santi Cosma e Damiano. Simmetricamente ad essa, nella navata di sinistra si apre la cappella della Beata Vergine del Rosario. Altre due cappelle, poste in fondo alle due navate, sono dedicate a San Carlo (a sinistra) e all'Immacolata (a destra).
Il presbiterio è illuminato da una cupola sormontata da una lanterna; dietro l'altare si colloca il coro, con stalli in noce disposti su due ordini, rispettivamente per il prevosto con il capitolo, e per i cappellani.
Fra le opere d'arte conservate si segnalano un quadro raffigurante San Carlo Borromeo in orazione, attribuito al Cerano, e nella sacrestia il Battesimo di Cristo del Bergognone (1506).